# The Yellow Rose of Texas
The Yellow Rose of Texas è una canzone popolare statunitense, considerata a livello non ufficiale l'inno del Texas.
La canzone fu pubblicata nel 1858 ed il suo autore è sconosciuto.

### Libri
- (EN) Anita Bunkley, Emily, The Yellow Rose, Houston, Rinard Publishing, 1989.
- (EN) Martha Anne Turner, The Yellow Rose of Texas: The Story of a Song, Southwestern Studies, University of Texas at El Paso, 1971,  pp. 3-19.
- (EN) Martha Anne Turner, The Yellow Rose of Texas: Her Saga and Her Song, Austin, Shoal Creek Publishers, 1976.

### Siti web
- (EN) Margaret Swett Henson, Emily D. West, su Handbook of Texas Online, Texas State Historical Association. URL consultato il 5 giugno 2008.
- (EN) Juan Carlos Rodriguez, The Yellow Rose Of Texas, su Handbook of Texas Online, Texas State Historical Association. URL consultato il 5 giugno 2008.